# Vejlby/Risskov Centret
 Ikke at forveksle med Veri Centret.
Vejlby/Risskov Centret er et idrætsanlæg i Aarhus med opvisningshal, tre træningshaller, to gymnastiksale, en svømmehal, en idrætshøjskole, to springhaller, en squash- og tennishal samt et væld af udendørs tennis- og fodboldbaner. Idrætshøjskolen Århus har til huse i centret og herudover er der en række mødelokaler med plads til optil 300 personer. Centret stod færdigt i 1969, hvor opvisningshallen blev indviet.

## Idrætshøjskolen Århus
Idrætshøjskolen Århus, eller blot Idrætshøjskolen, har til huse i centrets røde bygninger og her er også kollegium for skolens elever. Udover de traditionelle sportsgrene, undervises der også i outdoor adventure som inkluderer bl.a. kayak, klatresport, skisport og dykning. Udover idræt, tilbyder skolen også undervisning i en lang række kreative fag som f.eks. musik, dans, film og design og skolen er også åben for kurser for familier og grupper fra erhvervslivet.

## Vejlby-Risskov Hallerne
Vejlby-Risskov Hallerne er 4 haller af varierende størrelse. Hal 1 er den største, hvor der er plads til 1152 tilskuere. Her spiller håndboldklubben SK Aarhus sine hjemmekampe. Desuden spiller basketballklubben Bakken Bears sine hjemmekampe i hal 1. Ydermere har flere af Idrætsklubben Skovbakkens underafdelinger hjemme i hallerne.

## Vejlby Stadion
Vejlby Stadion er hjemsted for 2. divisionsklubben IK Skovbakken samt Vejlby IK Fodbold.
Den ejes af Aarhus Kommune. I forbindelse med Vejlby Stadion er der en kunstgræsbane samt 12 øvrige baner.
Skovbakkens har flere hold, der spiller på banen. pr. juli 2007 er der tale om
Danmarksserien for herrer, Elitedivisionen for kvinder, Ynglinge division, Junior Division og Pigejunior DM – som alle hører ind under DBU.
VIK's 1. divisionsdamer og førstehold herrer spiller ligeledes på banen.
Tilskuerkapaciteten på stadion er kun 5000, alligevel så 11.763 personer kampen mellem Skovbakken og AGF i 1978 på et overfyldt stadion.[kilde mangler]
I 2024 har stadion gennemgået en renovering med nye lysmaster og ny bane, ligesom der midlertidligt er stillet mobiltribuner op, med plads til 12.000 tilskuere. Det skyldes at AGF fra 2025 til 2026, midlertidligt skal afvikle deres kampe på stadion. Blandt andet i Superligaen.